# 努比亞 (公司)
努比亞（全稱：努比亞技術有限公司）是中興通訊的開發移動設備部門，負責手機業務。

## 名稱
「Nubia」一詞有「雲彩」的語義，象徵美好；Nubia品牌賦予其新的釋義和活力。

## 事件
- 2012年10月31日，努比亞（Nubia）品牌發佈。
- 2013年6月20日，努比亞宣佈正式進軍俄羅斯市場。
- 2013年8月28日，努比亞宣佈正式進軍台灣市場。
- 2013年8月29日，努比亞宣佈全面佈局海外市場，成為國際化品牌。
- 2014年4月，努比亞公益基金會成立。
- 2015年5月19日，努比亞宣佈正式進軍印度市場[3]。
- 2015年6月9日，努比亞在中國北京舉行了主題為「Be Yourself」的品牌戰略溝通會。中興通訊總裁史立榮先生、努比亞總裁裡強先生及其他13位努比亞品牌聯合創始人共同亮相，會上努比亞宣佈，品牌所屬原「深圳市中興移動通信有限公司」正式更名為「努比亞技術有限公司」，並在國內首次公佈品牌英文口號：「Be Yourself」[4]。
- 2015年12月31日，蘇寧潤東以現金人民幣19.30億元對努比亞進行增資，增資完成後中興通訊將持有努比亞60.00%股權，英才投資將持有努比亞6.67%股權，蘇寧潤東將持有努比亞33.33%股權。進而成為繼努比亞原母公司中興之後，第二大持股方。經過本次努比亞蘇寧投資，努比亞估值超10億美元[5]。
- 2016年2月18日，努比亞斥資1.5億成蘇寧足球俱樂部主贊助商[6]。
- 2016年5月20日，努比亞宣佈國際足壇巨星克里斯蒂亚诺·罗纳尔多成為全新品牌代言人[7]。

## 手機產品
- Z系列
  - nubia Z17
  - nubia Z18
  - nubia Z20
  - nubia Z30 Pro
  - Z40 Pro/Z40S Pro[8]
  - nubia Z50
  - nubia Z50 Ultra
  - nubia Z50S Pro
  - nubia Z60 Ultra
- X系列
  - nubia X
- 紅魔系列
  - 紅魔5G手機
  - 紅魔電競手機
  - 紅魔Mars
  - 紅魔3
  - 紅魔3S
  - 努比亚 α
  - 红魔5S
  - 紅魔6/紅魔6 Pro
  - 紅魔6S/紅魔6S Pro
  - 紅魔8 Pro/8 Pro+
  - 紅魔8S Pro/8S Pro+

## 外部連結
- （英文）努比亞全球*（简体中文）努比亞中國（页面存档备份，存于）
- （西班牙文）努比亞西班牙 （页面存档备份，存于）